# Conophyma roberti
Conophyma roberti är en insektsart som beskrevs av Pfadt 1987. Conophyma roberti ingår i släktet Conophyma och familjen Dericorythidae. Inga underarter finns listade i Catalogue of Life.